# Cardinal nipote

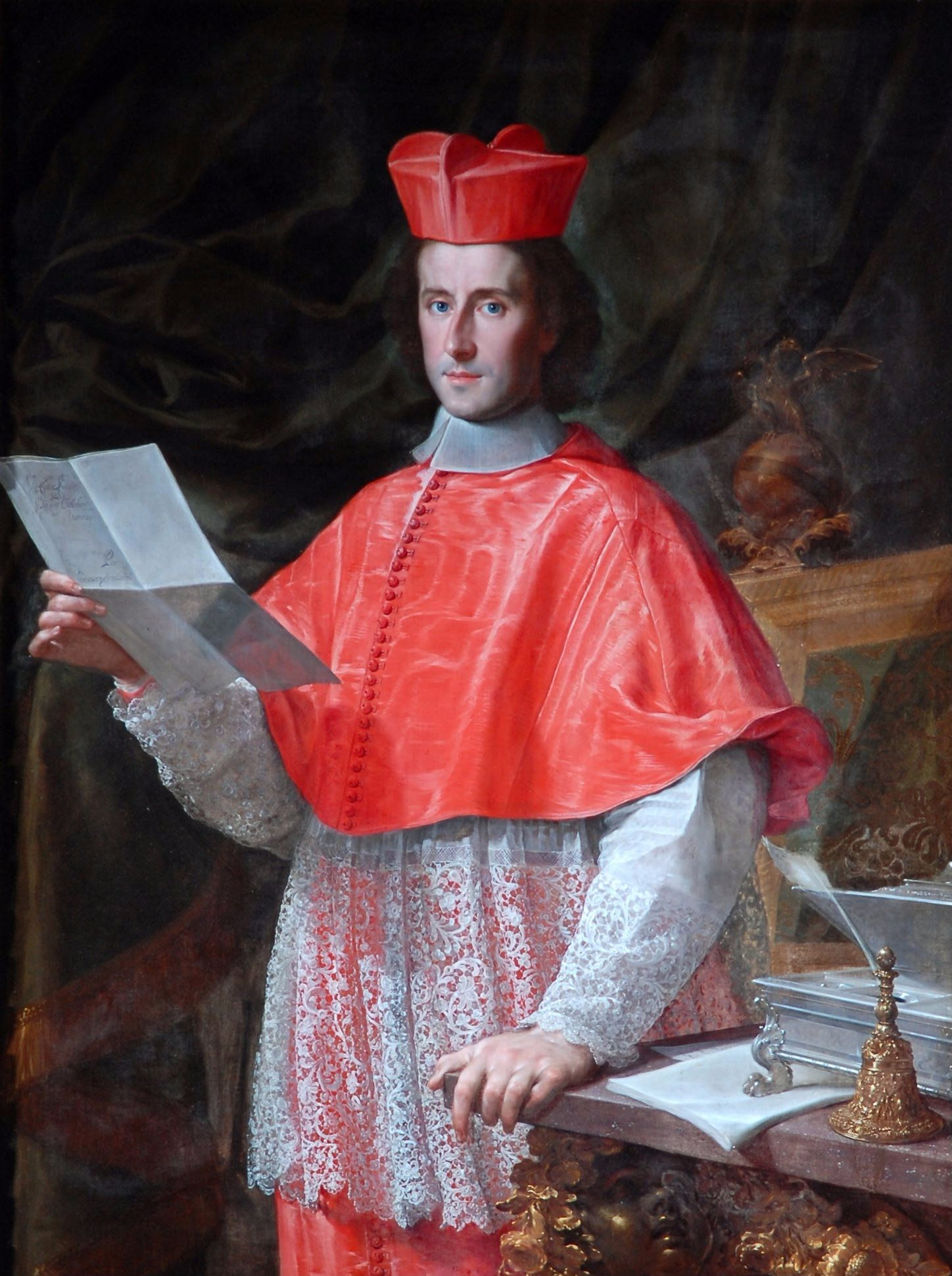
Pietro Ottoboni (1667-1740), l'ultimo cardinal nipote ex carica, ritratto da Francesco Trevisani

Un cardinal nepote o nipote (in latino cardinalis nepos) era un tempo un cardinale della Chiesa, creato da un papa con cui fosse in rapporto di parentela. A volte si trattava del figlio, nel caso in cui questo ci fosse, spesso il nipote, ossia il figlio del fratello o della sorella, oppure il figlio dello stesso papa presentato al mondo come nipote per ragioni di opportunità. L'usanza di creare cardinali nipoti ebbe origine nel Medioevo, ma raggiunse la massima diffusione a partire dal Rinascimento e poi durante i secoli XVI-XVII. Il vocabolo nepotismo si riferiva originariamente proprio a questa pratica, senza accezioni negative. A partire dal periodo della permanenza del papato ad Avignone (1309-1377) fino alla bolla di Innocenzo XII Romanum decet pontificem (1692), che proibiva il nepotismo, un papa senza cardinal nipote era l'eccezione. Ogni altro papa fece entrare almeno un parente nel Sacro Collegio dei Cardinali, e nella maggior parte dei casi si trattava del nipote.
L'istituzione del cardinal nipote andò incontro a cambiamenti ed evoluzioni nel corso di sette secoli, risentendo dei mutamenti del contesto della storia del papato e delle diverse personalità dei singoli pontefici. Dal 1566 al 1692, il cardinal nipote deteneva l'ufficio curiale di Sovrintendente dello Stato Ecclesiastico, e i due termini erano usati indifferentemente. L'ufficio curiale e l'istituzione decaddero in concomitanza con la crescita del potere del Cardinale Segretario di Stato e con la progressiva perdita di centralità politica dello Stato pontificio nel corso del XVII e XVIII secolo.
Si può stabilire con certezza che quindici papi furono cardinali nipoti (Giovanni XIX, Benedetto IX, Gregorio IX, Alessandro IV, Adriano V, Gregorio XI, Bonifacio IX, Eugenio IV, Paolo II, Alessandro VI, Pio III, Giulio II, Leone X, Clemente VII e Benedetto XIII). Probabilmente altri due papi lo furono: Innocenzo III e Benedetto XII. Inoltre furono cardinali nipoti anche: un antipapa (Giovanni XXIII) e due o tre santi (Carlo Borromeo, Guarino Foscari e forse Anselmo di Lucca, nel caso sia stato effettivamente cardinale).

## Storia

### Prima del 1566

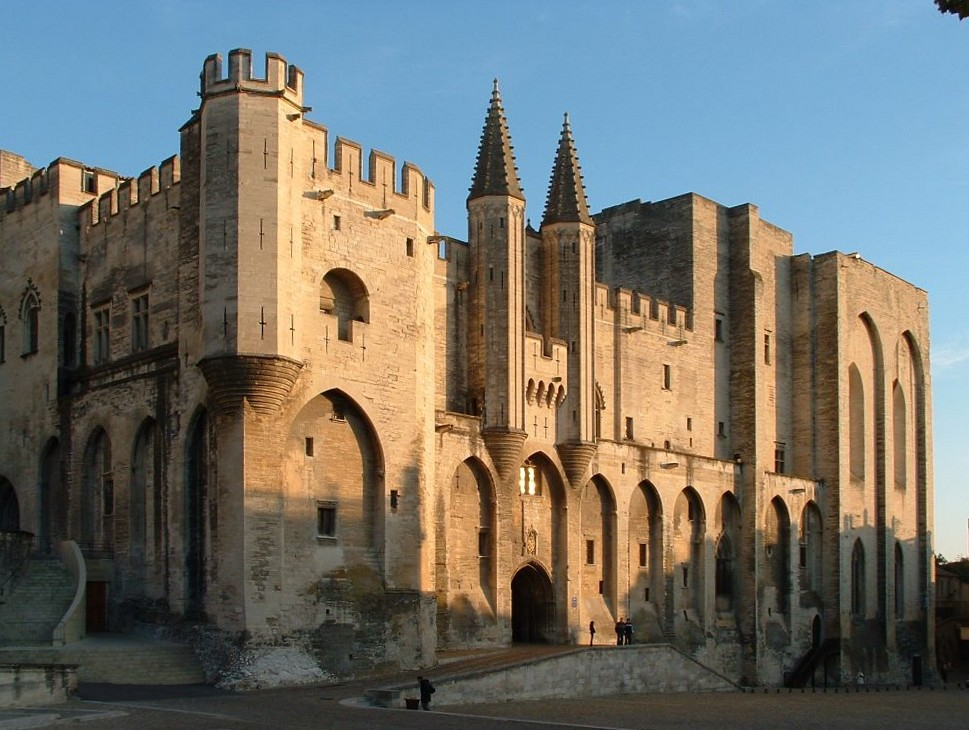
Durante il periodo della cattività avignonese (1309-1377), il numero dei cardinali nipoti aumentò rapidamente (nella foto, il palazzo dei Papi di Avignone)

La creazione di cardinali nipoti è precedente alla supremazia dei cardinali all'interno della gerarchia della Chiesa cattolica romana, che si fa datare alla bolla In nomine Domini di Niccolò II del 1059, che stabiliva che i soli cardinali-vescovi avrebbero avuto la facoltà di eleggere il pontefice, con il consenso dei cardinali-preti e dei cardinali-diaconi. Il primo cardinal nipote sembra sia stato infatti Lotario seniore, cugino di papa Benedetto VIII (1012-1024), creato nel 1015 circa. Benedetto VIII creò anche il fratello Giovanni (il futuro papa Giovanni XIX) e il cugino Teofilatto (futuro papa Benedetto IX) cardinali diaconi. Forse il primo cardinal nipote posteriore al 1059 fu Anselmo di Lucca, nipote o fratello di papa Alessandro II (1061-1073), tuttavia fino alla fine del XII secolo si tratta solo di casi presunti, o perché il legame di parentela fra il papa e il cardinale non è dimostrato, o perché non è certa l'elevazione al cardinalato del parente del papa. Tuttavia, è certo che, nel XIII secolo, la nomina a cardinali di parenti del papa era una pratica comune.

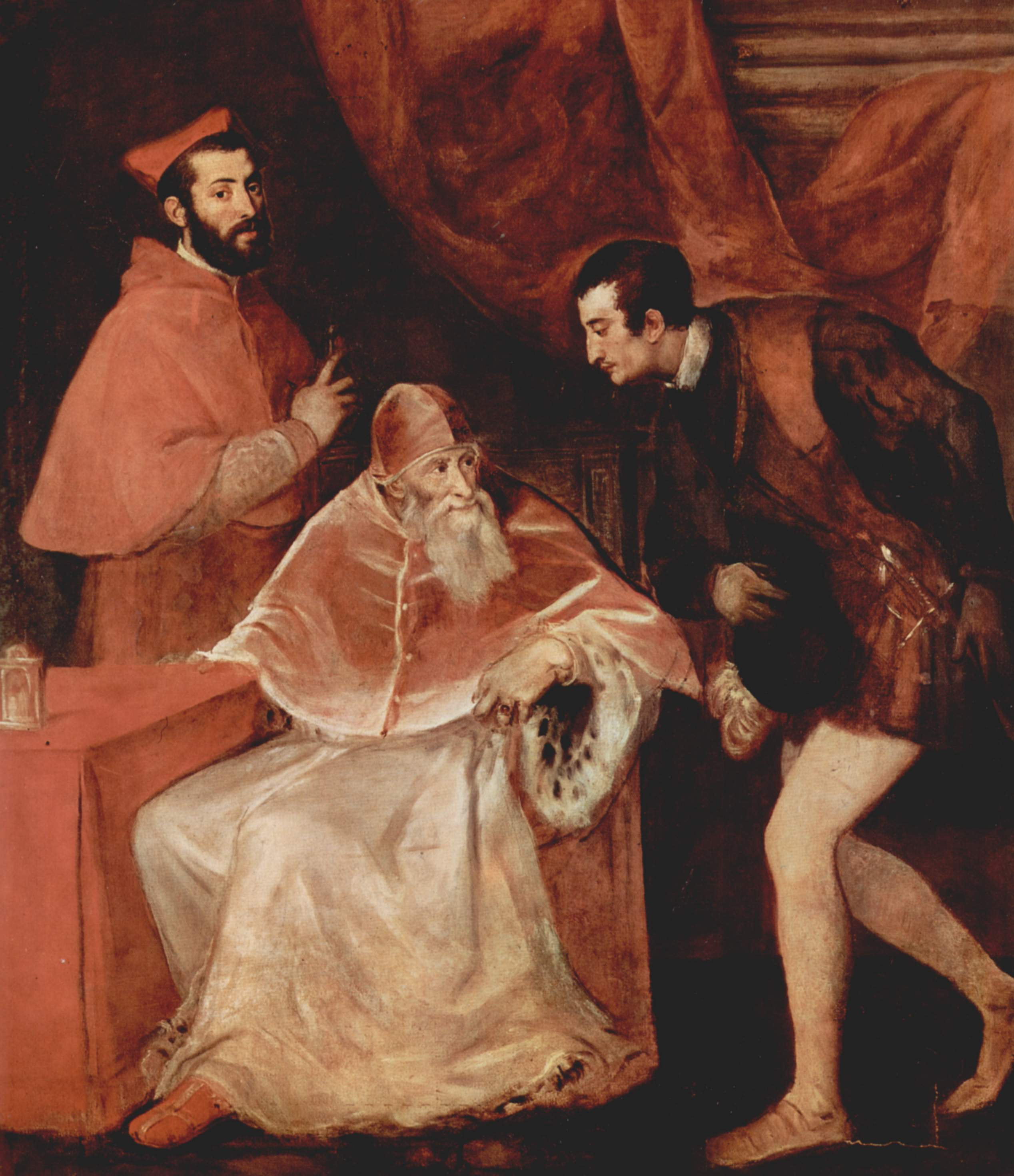
Papa Paolo III con il cardinal nipote Alessandro Farnese (a sinistra) e l'altro nipote, Ottavio Farnese, duca di Parma (a destra), nel celebre dipinto di Tiziano

Secondo lo storico John Bargrave, "il Concilio di Basilea, nella ventunesima sessione, stabilì che il numero dei cardinali non dovesse superare le 24 unità, e che non dovesse esservi compreso nessun nipote del papa o di un altro cardinale (Sessione 23)".

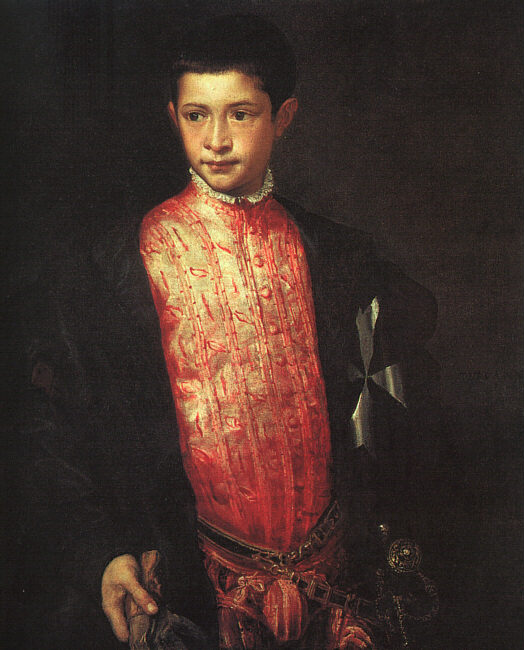
Ranuccio Farnese fu creato cardinale dal nonno, Paolo III, all'età di 15 anni

Papa Clemente VI (1342-1352) fu colui che creò il maggior numero di cardinali nipoti: sei, tutti nel concistoro del 20 settembre 1342. I decreti del conclave del 1464 imposero al papa eletto (Paolo II) il limite di un solo cardinal nipote, assieme ad altre condizioni volte ad aumentare il potere del collegio cardinalizio a scapito di quello del papa.
Papa Alessandro VI nominò cardinale addirittura suo figlio Cesare Borgia nel 1493, a un anno dall'inizio del suo pontificato.
Il Concilio Lateranense V, nel 1514, affermò che la sollecitudine verso i parenti era raccomandabile per il cristiano, e la creazione di cardinali nipoti fu spesso consigliata o giustificata con la necessità di provvedere a familiari bisognosi. Un cardinal nipote, di regola, poteva aspettarsi incarichi remunerativi: ad esempio, Alessandro Farnese, cardinal nipote di papa Paolo III (1534-1549) deteneva simultaneamente 64 benefici, in aggiunta alla carica di vice-cancelliere.
Papa Paolo IV (1555-1559), in età avanzata, secondo l'opinione comune all'epoca, "era caduto quasi completamente sotto l'influenza del cardinal nipote": costui, Carlo Carafa, fu accusato nell'agosto del 1558 da un religioso teatino di aver sedotto una nobildonna romana, Plautila de' Massimi, che era entrata in possesso di una notevole quantità di denaro e gioielli, ma le accuse furono respinte dal pontefice. Carlo Borromeo, cardinal nipote di papa Pio IV (1559-1565), si era assicurato una posizione di preminenza sul secretarius intimus, e talvolta infatti il cardinal nipote era indicato come secretarius maior. Pio IV era noto per il suo nepotismo: tra il 1561 e il 1565 elargì più di 350.000 scudi ai suoi parenti.

### 1566-1692

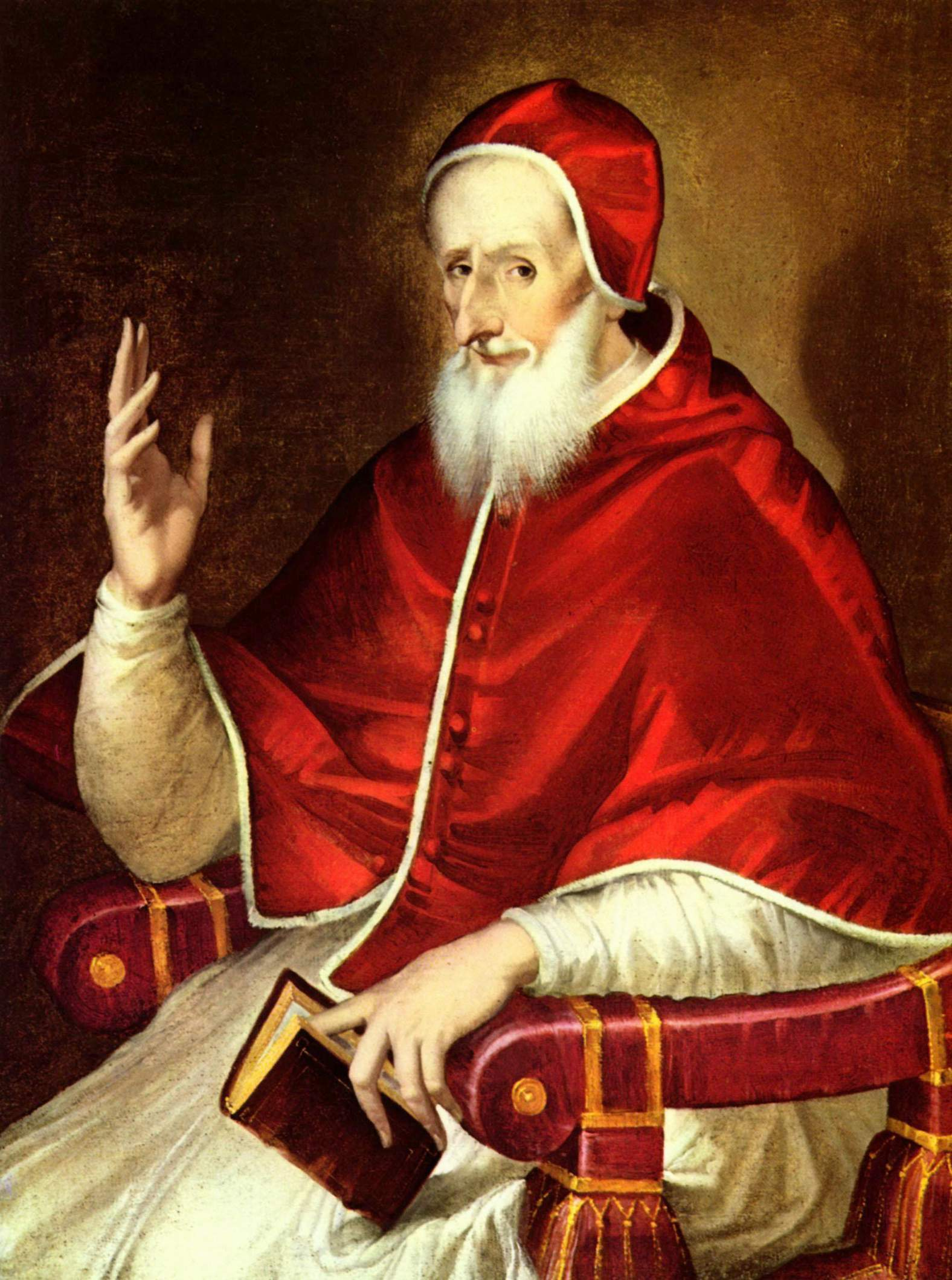
Papa Pio V, qui ritratto da El Greco, creò l'ufficio curiale del cardinal nipote il 14 marzo 1566

Dopo il Concilio di Trento (1563), papa Pio V (1566-1572) creò la carica di «Sovrintendente dello Stato Ecclesiastico», che doveva occuparsi degli affari temporali dello Stato pontificio e delle relazioni diplomatiche con le potenze straniere. Dopo aver tentato senza successo di dividere questi compiti fra quattro cardinali a lui non imparentati, Pio V cedette alle richieste del Collegio dei Cardinali e dell'ambasciatore spagnolo, e nominò sovrintendente il suo pronipote, Michele Bonelli, indicando le sue competenze con una bolla del 14 marzo 1566. Tuttavia, il papa si rifiutò sempre di accordare qualsiasi potere realmente autonomo al Bonelli.
Grazie alle prerogative conferitegli da Pio V, il cardinal nipote (Secretarius Papae et superintendens status ecclesiasticæ) disponeva di un notevole potere. La carica è stata accostata dagli storici a quella di un "primo ministro" o "alter ego" del papa o "vice-papa". Il cardinal nipote era di solito creato nel corso del primo concistoro presieduto dal nuovo papa, e la sua nomina veniva tradizionalmente festeggiata con una salva di cannone da Castel Sant'Angelo.
Il cardinal nipote (chiamato anche cardinale padrone) era il governatore spirituale e temporale del Contado Venassino, che comprendeva il Palazzo ove i papi avevano risieduto negli anni di Avignone; nel 1475, papa Sisto IV elevò la diocesi di Avignone ad arcidiocesi, a beneficio di suo nipote Giuliano della Rovere.

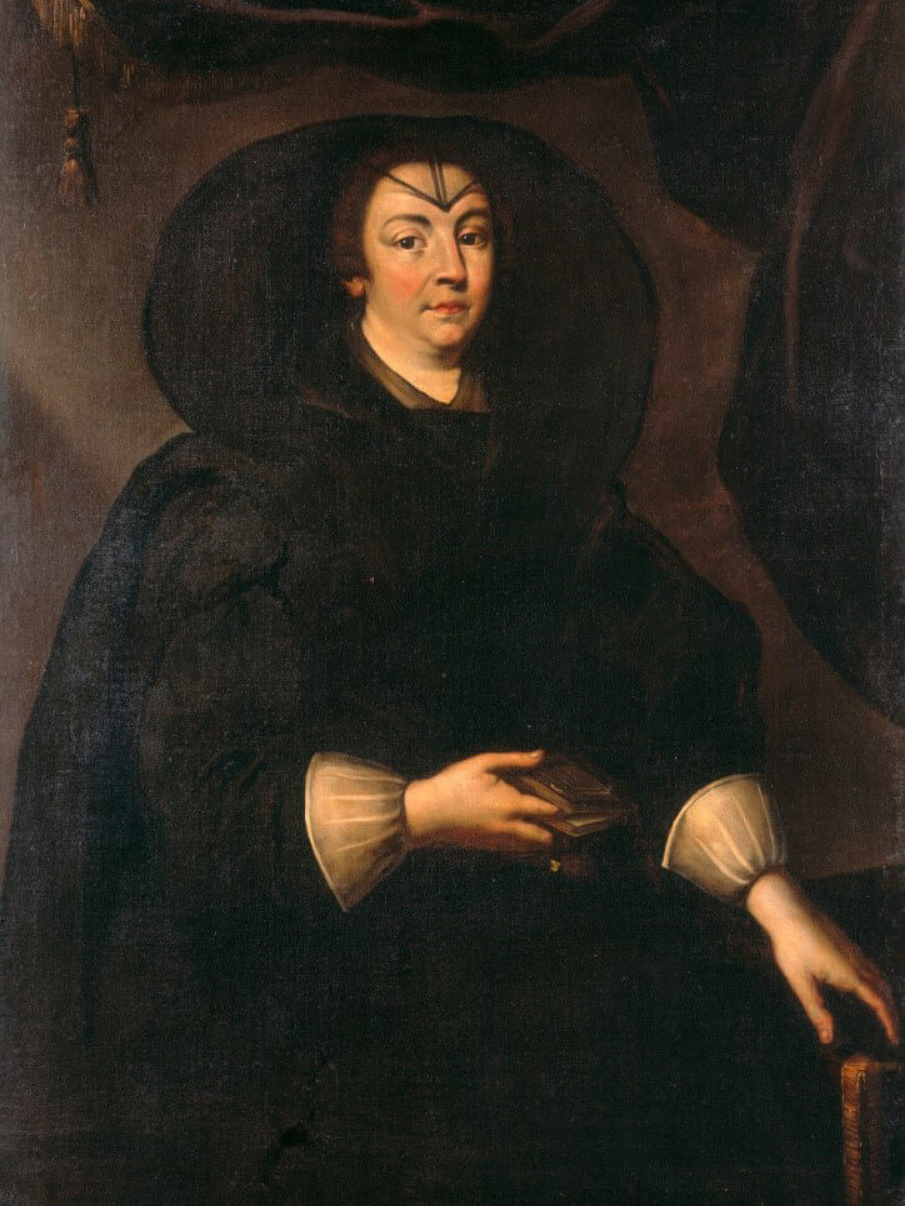
Papa Innocenzo X nominò il figlio, il nipote e il cugino di sua cognata, Olimpia Maidalchini, all'ufficio curiale di cardinal nipote

I contorni dell'ufficio di cardinal nipote vennero definiti in modo sempre più preciso dai successori di Pio V fino a Paolo V (1605-1621). Il cardinal nipote era anche il destinatario per la corrispondenza di nunzi e legati pontifici e il prefetto di due Congregazioni, la Sacra Consulta e la Congregazione del Buon Governo. Era inoltre il capitano generale dell'esercito papale e "un canale attraverso cui passavano in una direzione benefici e nell'altra oro".
Tuttavia, queste prerogative acquistavano un pieno valore solo durante i pontificati di papi deboli: generalmente, i cardinali nipoti non erano che riflessi del papa regnante, espressioni della sua volontà.
Sebbene papa Leone XI (1605) morì prima di elevare al cardinalato suo nipote, Roberto Ubaldini, questi fu creato cardinale dal successore di suo zio, Paolo V, nel 1615, divenendo così una sorta di cardinal nipote "postumo".
Alcuni storici considerano Scipione Caffarelli-Borghese, nipote di Paolo V, il "prototipo" del cardinal nipote, creato, a differenza dei suoi predecessori, "per conseguire e assicurare la permanente ascesa sociale ed economica della famiglia del papa regnante tra le file dell'aristocrazia romana". Ad esempio, nel 1616, secondo una pratica che il Concilio di Trento aveva cercato invano di eliminare, 24 delle 30 abbazie detenute in commenda dal cardinale Borghese vennero ridistribuite. Un'analisi completa delle finanze del cardinale Borghese, basata su alcuni libri di conti, è stata tentata da Reinhard Volcker, e getta luce sulle strategie usate da Borghese per accumulare ricchezze, non solo di provenienza ecclesiastica, durante il pontificato di suo zio, strategie ritenute da Volcker esemplari del comportamento delle famiglie papali nel periodo barocco. Si calcola che Paolo V Borghese trasferì alla sua famiglia circa il 4% del totale delle entrate della Santa Sede durante il suo pontificato.
Papa Gregorio XIV (1590-1591) inaugurò la pratica di creare cardinali nipoti la cui investitura formale coincideva de facto con la nomina, separandola così dalla prassi ordinaria seguita per gli altri cardinali, e, quando si ammalò, autorizzò suo nipote, il cardinale Paolo Emilio Sfondrati, ad apporre il Fiat ut petitur sulle suppliche rivolte al papa, una prerogativa che fu successivamente tolta su pressione del Sacro Collegio. Paolo V, con motu proprio del 30 aprile 1618, conferì formalmente al suo cardinal nipote la stessa autorità di cui papa Clemente VIII aveva investito Pietro Aldobrandini, inaugurando quella che la storica Laurain-Portemer definisce "l'età classica" del nepotismo.

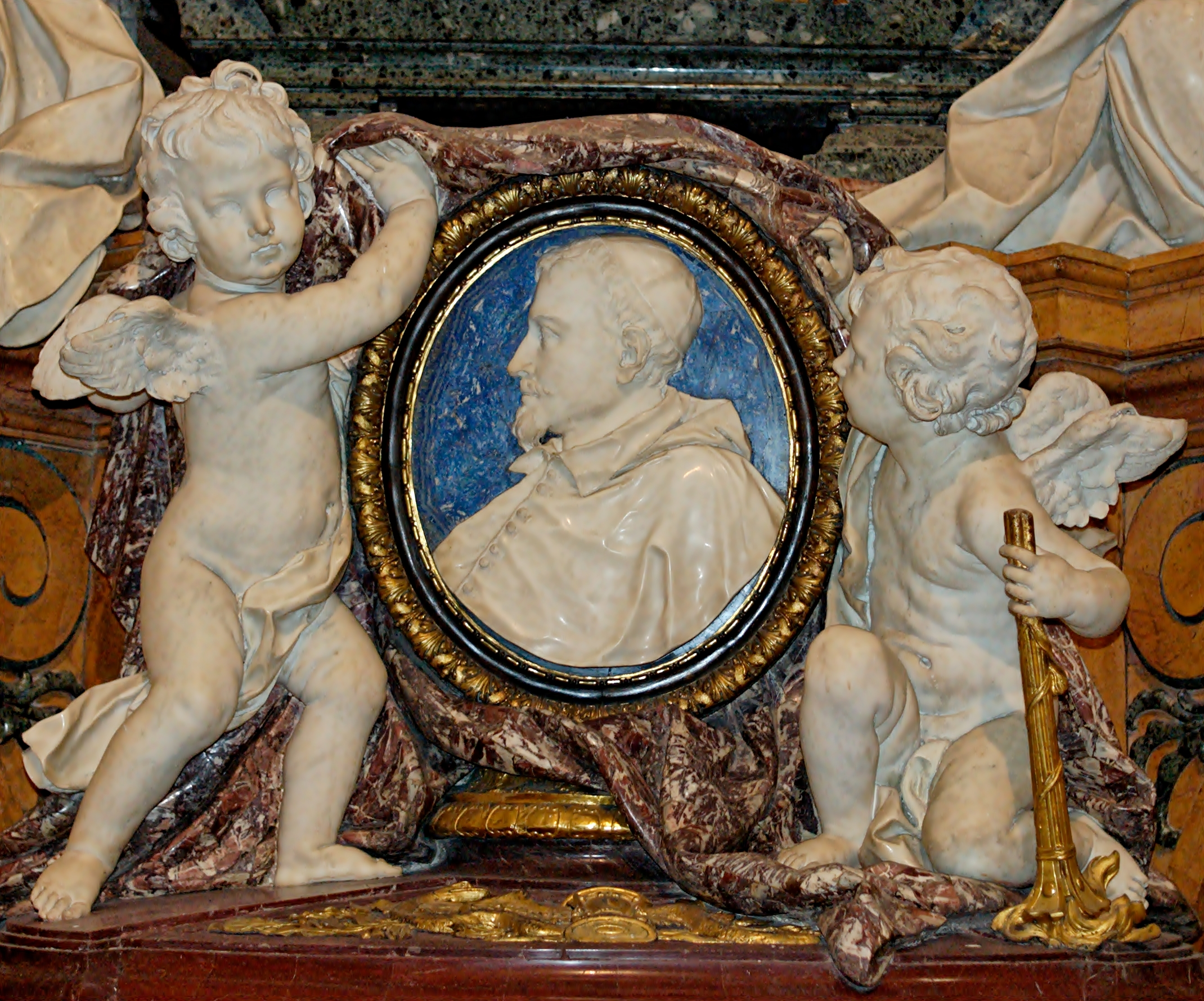
Medaglione con il ritratto del cardinale Ludovico Ludovisi, dettaglio dalla tomba di suo zio, papa Gregorio XV, nella chiesa di Sant'Ignazio, a Roma: Ludovisi, per l'enorme potere che aveva finito per acquisire, era noto come il cardinale padrone

Il nipote di papa Gregorio XV (1621-1623), il cardinale Ludovico Ludovisi, il primo noto come cardinale padrone, accumulò un'enorme mole di benefici, il vescovado di Bologna, 23 abbazie, la carica di prefetto del Supremo Tribunale della Segnatura Apostolica, la carica di Vice-cancelliere e quella di Camerlengo di Santa Romana Chiesa. Alla sua morte riuscì a ridistribuire gran parte di essi fra 17 dei suoi congiunti. Tutti questi benefici rendevano al Ludovisi più di 200.000 scudi all'anno, tanto che Leopold von Ranke lo definì il più potente fra i cardinal nipoti della storia. È da notare che ai cardinal nipoti venne concessa la facultas testandi per nominare eredi dei ricavi dei loro benefici anche parenti laici: Urbano VIII (1623-1644) riunì due commissioni speciali di teologi, ed entrambe avallarono questa decisione.
(Papa Alessandro VII, nel 1655; nel 1657 nominò due cardinali nipoti.)
Non tutti i cardinali nipoti lo erano in senso stretto: in effetti, la storica del papato Valérie Pirie considera il fatto di non avere un nipote "un formidabile elemento a favore di un candidato papabile", perché lasciava libera la posizione per un cardinale alleato. Ad esempio, papa Clemente X nominò il cardinale Paluzzo Paluzzi-Altieri, il cui nipote aveva sposato Laura Caterina Altieri, ultima esponente della famiglia del papa. Molti storici ritengono che Olimpia Maidalchini, cognata di papa Innocenzo X (1644-1655), fosse de facto il vero "cardinal nipote", posizione formalmente occupata prima da suo figlio, Camillo Pamphilj, poi, dopo che questi aveva rinunciato alla porpora per sposarsi, da suo nipote, Francesco Maidalchini, e infine, dopo che Francesco si era dimostrato non adatto, da Camillo Astalli, suo cugino. Secondo la battuta di Ludwig von Pastor, "la sfortuna di papa Pamphilj fu che l'unica persona della sua famiglia che aveva le qualità giuste per essere cardinal nipote era una donna".
Papa Innocenzo XI (1676-1689), invece, disapprovava la pratica nepotistica e accettò la sua elezione al soglio pontificio solo dopo che il collegio dei cardinali acconsentì al suo piano di riforme, che includeva la messa al bando del nepotismo. Tuttavia, dopo che per ben tre volte non riuscì a ottenere che la maggioranza dei cardinali fosse favorevole alla promulgazione della bolla contro il nepotismo che era stata faticosamente approntata fra il 1677 e il 1686, fu costretto a tornare sui suoi passi. Il papa però oppose sempre un rifiuto alle richieste provenienti dall'interno della sua corte di far venire il suo unico nipote, Livio Odescalchi, principe di Sirmio, a Roma, anche se nominò cardinale Carlo Stefano Anastasio Ciceri, suo lontano parente, il 2 settembre 1686. Il suo successore, Alessandro VIII (1689-1691), fu l'ultimo papa a creare un cardinal nipote, oltre ad abolire un'altra delle riforme di Innocenzo XI, restituendo le rendite dell'ex cancelleria dei brevi al vice-cancelliere, che era appunto, al momento, il suo cardinal nipote, Pietro Ottoboni. Edith Standen, del Metropolitan Museum of Art, definisce Ottoboni "l'ultimo, ma certamente non per magnificenza, esempio dello splendore di una specie ormai in via di estinzione, il Cardinal Nipote".
Fino al 1692, e talvolta anche oltre questa data, il cardinal nipote (o anche un nipote laico) era il responsabile dell'archivio personale del papa, e generalmente, alla morte del pontefice, i documenti finivano nell'archivio di famiglia. In particolare, gli archivi Barberini, Farnese, Chigi e Borghese contengono molti importanti documenti papali.

### Dopo il 1692

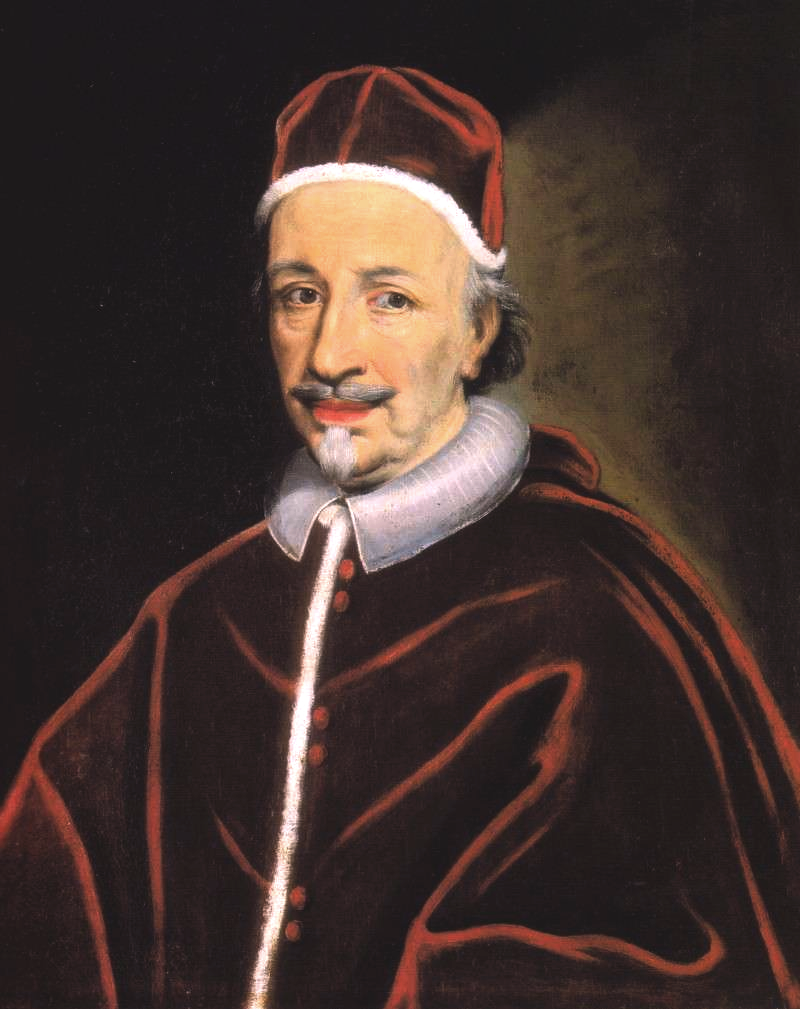
Papa Innocenzo XII abolì l'ufficio curiale del cardinal nipote il 22 giugno 1692 e ampliò le prerogative del Cardinale Segretario di Stato

Papa Innocenzo XII (1691-1700), con la bolla Romanum decet pontificem del 22 giugno 1692, abolì l'ufficio di cardinal nipote, imponendo ai suoi successori la limitazione di un solo cardinale della famiglia, eliminando varie sinecure tradizionalmente riservate ai cardinali nipoti, e fissando il tetto dello stipendio o dote del nipote di un papa a 12.000 scudi. La bolla fu successivamente incorporata nel Codice di diritto canonico del 1917, ai canoni 240, 2; 1414, 4; e 1432, 1. La serie di riforme di Innocenzo XII proseguì nel 1694, con un'estesa campagna di abolizione della venalità degli uffici, rimborsando i presenti detentori delle cariche. Secondo alcuni studiosi, queste riforme sono una tardiva reazione alla crisi finanziaria del papato originatasi durante il pontificato nepotista di Urbano VIII.

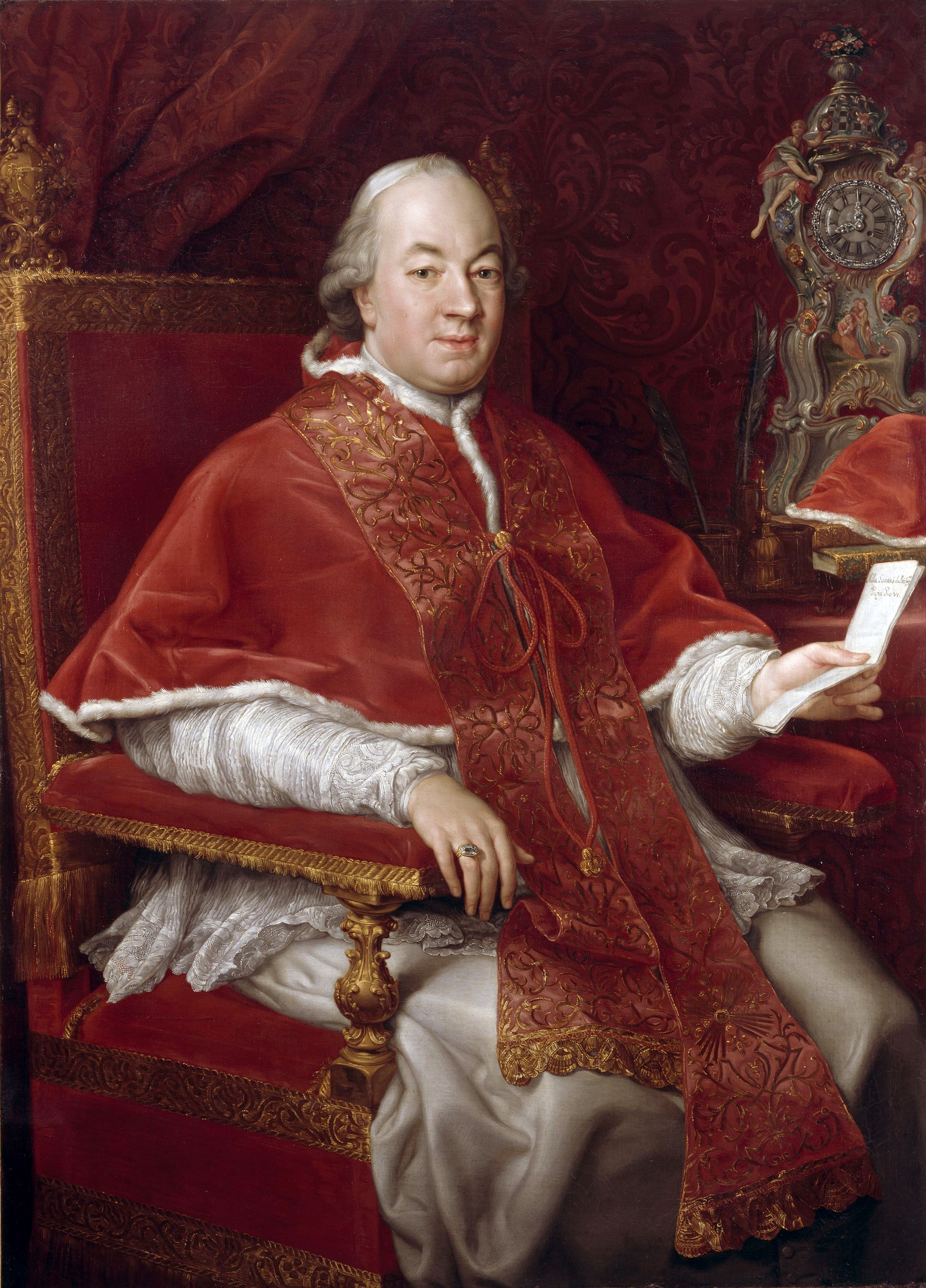
Papa Pio VI, della famiglia Braschi, creò cardinale il nipote Romoaldo Braschi-Onesti

Tuttavia, anche dopo la Romanun decet pontificem solo tre degli 8 papi del XVIII secolo non nominarono cardinale un nipote o un fratello: a quanto sembra, il collegio cardinalizio preferiva il criterio dei nipoti a quello dei favoriti, che percepiva come alternativo. Ad esempio, fece pressioni su papa Benedetto XIII (1724-1730) perché nominasse un cardinal nipote, che sperava avrebbe preso il posto del suo braccio destro, Niccolò Coscia: anche papa Gregorio XIII (1572-1585) dovette a suo tempo essere incalzato da alcune figure preminenti del collegio a creare il suo cardinal nipote, Filippo Boncompagni.
L'influenza del cardinal nipote diminuì però rapidamente nel XVIII secolo, in parallelo con la crescita di quella del Cardinale Segretario di Stato. La Chiesa guidata da papa Benedetto XIII viene descritta dallo storico Eamon Duffy come "con tutti i mali del nepotismo, senza [però] il nipote".
Neri Maria Corsini, cardinal nipote di papa Clemente XII (1730-1740), fu di gran lunga il più potente cardinal nipote del XVIII secolo, anche per l'età avanzata e la cecità dello zio. Ma già Benedetto XIV (1740-1758), successore di Clemente XII, viene descritto positivamente da Hugh Walpole come «...un prete senza indolenza né interesse, un principe senza favoriti, un papa senza nipoti»; non a caso, egli preferì affidarsi alla collaborazione del suo Segretario di Stato, il cardinale Silvio Valenti Gonzaga.

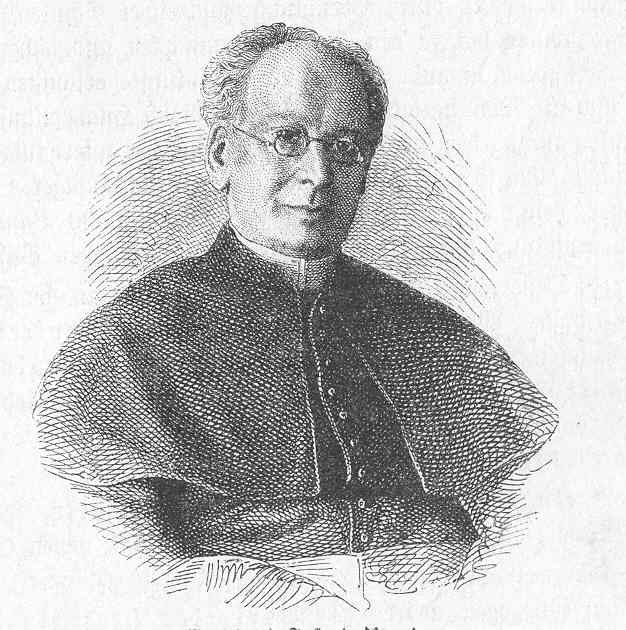
Il cardinale Giuseppe Pecci, fratello di papa Leone XIII (1878-1903)

Romoaldo Braschi-Onesti, nipote di papa Pio VI (1775-1799), fu il penultimo cardinal nipote. La famiglia di Pio VI proveniva dalla nobiltà di Cesena, ma la sua unica sorella aveva sposato un membro della modesta famiglia Onesti: perciò il cardinale incaricò un genealogista di scoprire qualche traccia di nobiltà anche dalla parte del padre e che portò a ipotizzare un'improbabile discendenza da san Romualdo.
Dopo il turbolento conclave del 1800, papa Pio VII (1800-1823) abbandonò l'istituzione del cardinal nipote e mise le cure di governo nelle mani del Segretario di Stato, Ercole Consalvi. Nel corso del XIX secolo solo un nipote di un papa, Gabriel della Genga Sermattei, fu creato cardinale nel concistoro del 1º febbraio 1836, ma non dallo zio, Leone XII, bensì da papa Gregorio XVI.
Sebbene l'istituzionalizzazione del nepotismo fosse cessata nel XVIII secolo, il ricorso ai familiari nell'amministrazione pontificia rimase abituale anche fino al XX secolo, sebbene raramente con l'intervento eccessivo di uno zio papa. Seguendo l'esempio di Pio VI, Leone XIII (che elevò a cardinale suo fratello, Giuseppe Pecci, il 12 maggio 1879) e Pio XII (1939-1958) indebolirono la burocrazia curiale in favore di un "governo parallelo", in cui spesso figuravano loro parenti. La perdita del potere temporale sullo Stato pontificio (de facto nel 1870 con la presa di Roma da parte del Regno d'Italia e de jure nel 1929 con la firma dei Patti Lateranensi) eliminò inoltre le condizioni strutturali che avevano pesato considerevolmente sulle politiche familiari dei papi del passato.

## Ruolo durante i conclavi
(Alessandro Albani)

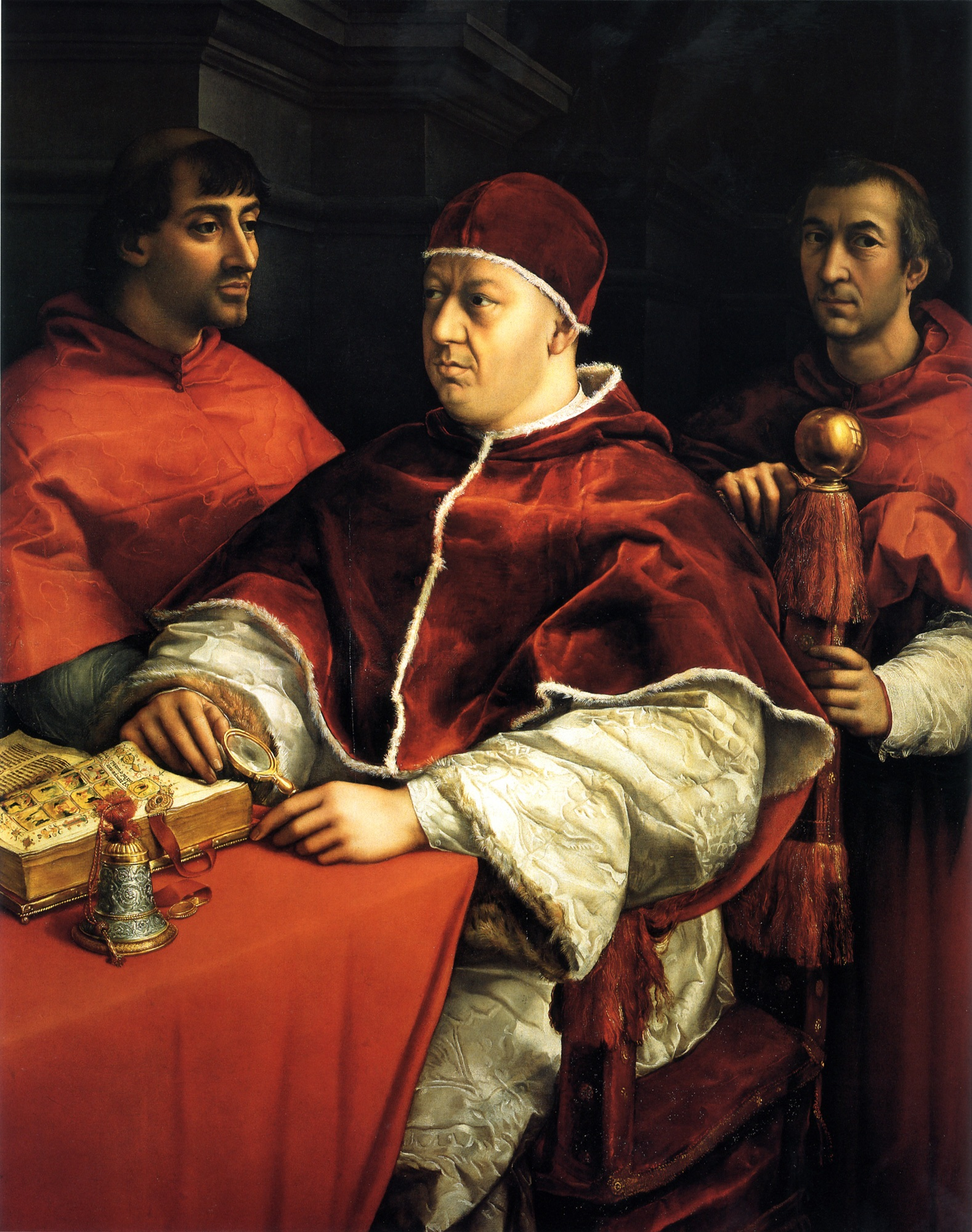
Leone X con i cugini Giulio de' Medici (a sinistra, futuro Clemente VII) e Luigi de' Rossi (a destra), da lui creato cardinale, nel celebre ritratto di Raffaello

Anche nel corso del XVIII secolo, il cardinal nipote era una figura chiave nel conclave successivo alla morte del papa suo zio, e attorno a lui si stringevano solitamente i cardinali desiderosi di mantenere lo status quo. L'Instruzione al cardinal Padrone circa il modo come si deve procurare una fazione di cardinali con tutti i requisiti che deve avere per lo stabilimento della sua grandezza, scoperta nell'archivio della chiesa di Santa Maria in Monserrato degli Spagnoli, a Roma, dispensa consigli ai cardinali nipoti per consolidare il proprio potere all'interno del collegio dei cardinali. Un altro testo, i Ricordi dati da Gregorio XV al cardinale Lodovisio suo nipote, insegna come scalare le gerarchie della Curia.
Un'analisi dei cinque conclavi svoltisi tra il 1605 e il 1644 mostra che i cardinali nipoti generalmente non riuscirono a far eleggere i propri candidati, anche se il papa eletto era di solito un cardinale creato dal defunto pontefice. Ben 9 dei 23 cardinali elettori riuniti nel conclave del 1492 erano cardinali nipoti.
Una nuova elezione papale, spesso, poteva comportare un drammatico ribaltamento di fortuna per un cardinal nipote, visto che sovente il vecchio favorito si trovava in conflitto con il nuovo papa. Ad esempio, Prospero Colonna e Francisco de Borja furono scomunicati, e Carlo Carafa fu giustiziato.

## Il nepotismo nella Chiesa

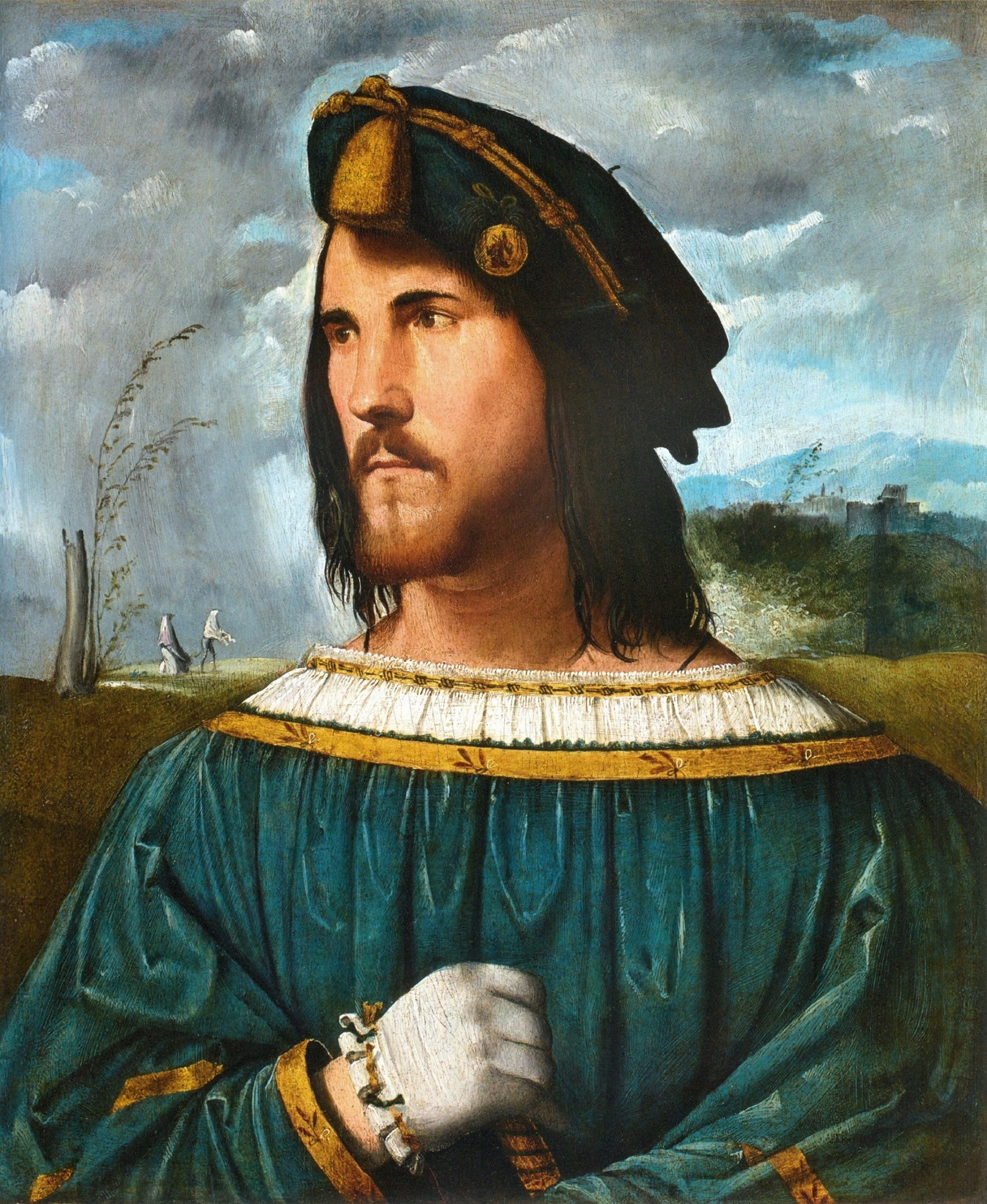
Cesare Borgia, cardinal nipote (in realtà figlio) di papa Alessandro VI

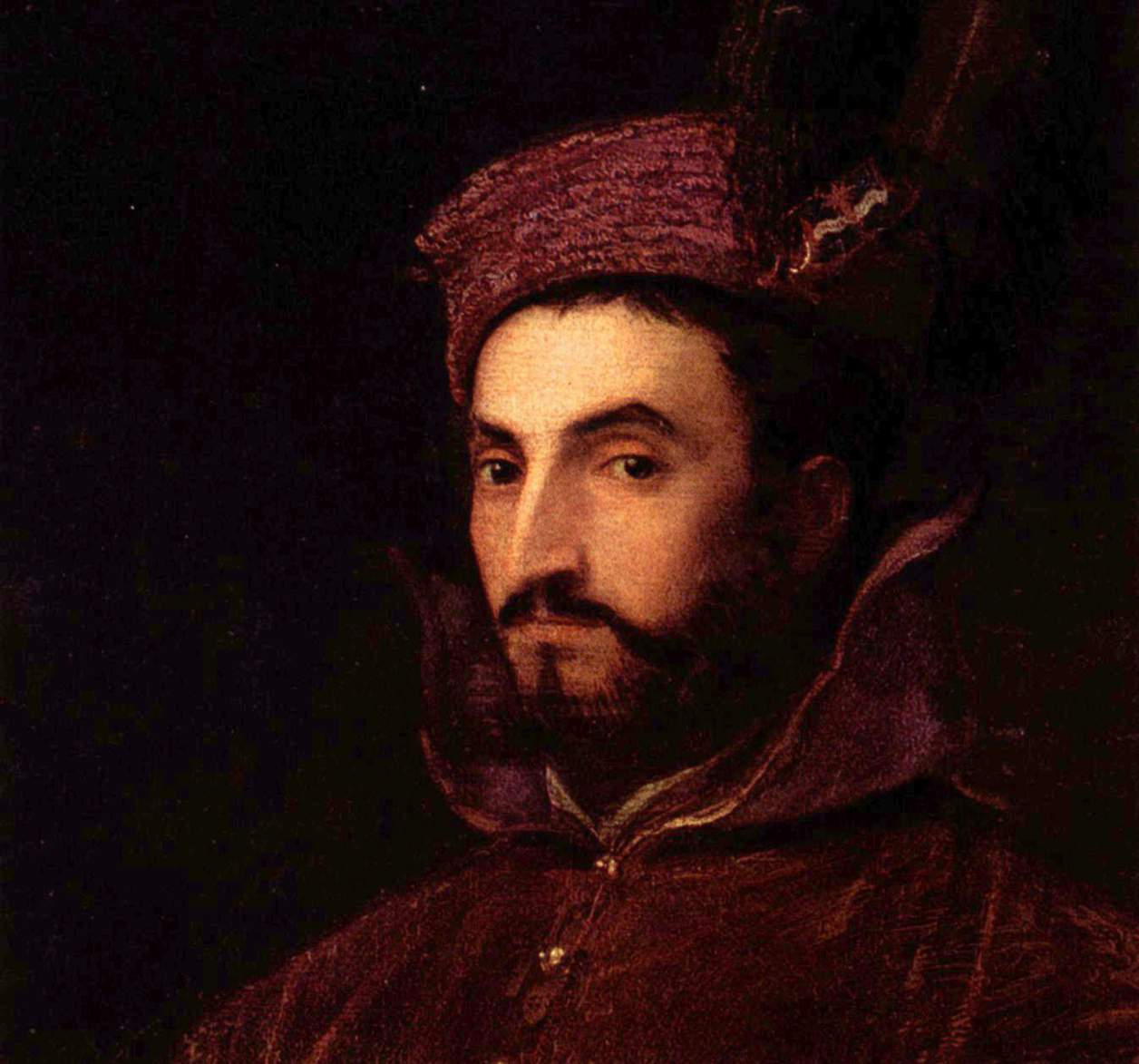
Ippolito de' Medici, cardinal nipote di papa Clemente VII, era figlio illegittimo di Giuliano di Lorenzo de' Medici

Il nepotismo è una caratteristica comune nelle forme di governo del passato, particolarmente in culture e contesti storici in cui l'identità di valori e la fedeltà sono radicate più a livello familiare che a quello nazionale. Naturalmente, la scelta dei nipoti piuttosto che dei discendenti diretti è conseguenza del tradizionale celibato ecclesiastico della Chiesa latina, anche se la successione ereditaria da zio a nipote si ritrova anche nel patriarcato della Chiesa d'Oriente.
La nomina di parenti e alleati fidati a cardinali era un mezzo, per i papi del medioevo e del Rinascimento, per contrastare il potere del collegio dei cardinali e perpetuare la propria influenza (e quella delle loro famiglie) sulla Chiesa anche dopo la morte. Oltre però ad arricchire la famiglia del pontefice in carica con una serie di benefici e vantaggi, l'istituzione del cardinal nipote ebbe anche la conseguenza positiva di modernizzare l'amministrazione dello Stato pontificio, permettendo al papa di governare attraverso uno strumento che poteva più facilmente essere considerato fallibile se necessario, e di mantenere un certo distacco fra la sua persona e le incombenze quotidiane del governo.
Il trattato di Gregorio Leti Il nipotismo di Roma, o vero Relatione delle raggioni che muovono i Pontefici all'aggrandimento de' Nipoti (1667) è un esempio di critica coeva all'istituzione del cardinal nipote: Leti fu uno dei pochi autori ad avere tutte le sue opere inserite nell'Index librorum prohibitorum.
Secondo Francis A. Burkle-Young, furono soprattutto i papi del XV secolo, in un momento di particolare tensione nella Chiesa alle prese con lo scisma d'occidente e i suoi strascichi, e i fermenti che avrebbero in seguito portato alla riforma protestante, che reputarono necessario avere propri parenti nel collegio dei cardinali, a causa della scarsa fiducia che avevano negli altri membri, che spesso appartenevano alle famiglie romane o italiane rivali.

### Cardinale Segretario di Stato
L'ufficio curiale del Cardinale Segretario di Stato andò progressivamente ad occupare il ruolo lasciato vacante dalla scomparsa dei cardinali nipoti: dal 1644 al 1692, in genere, il suo potere era inversamente proporzionale a quello del cardinal nipote, cui era subordinato. Durante alcuni pontificati, ad esempio quello di Pio V (1566-1572), cardinal nipote e Segretario di Stato erano la stessa persona (Michele Bonelli nel caso di Pio V).